# Borsa de Johannesburg

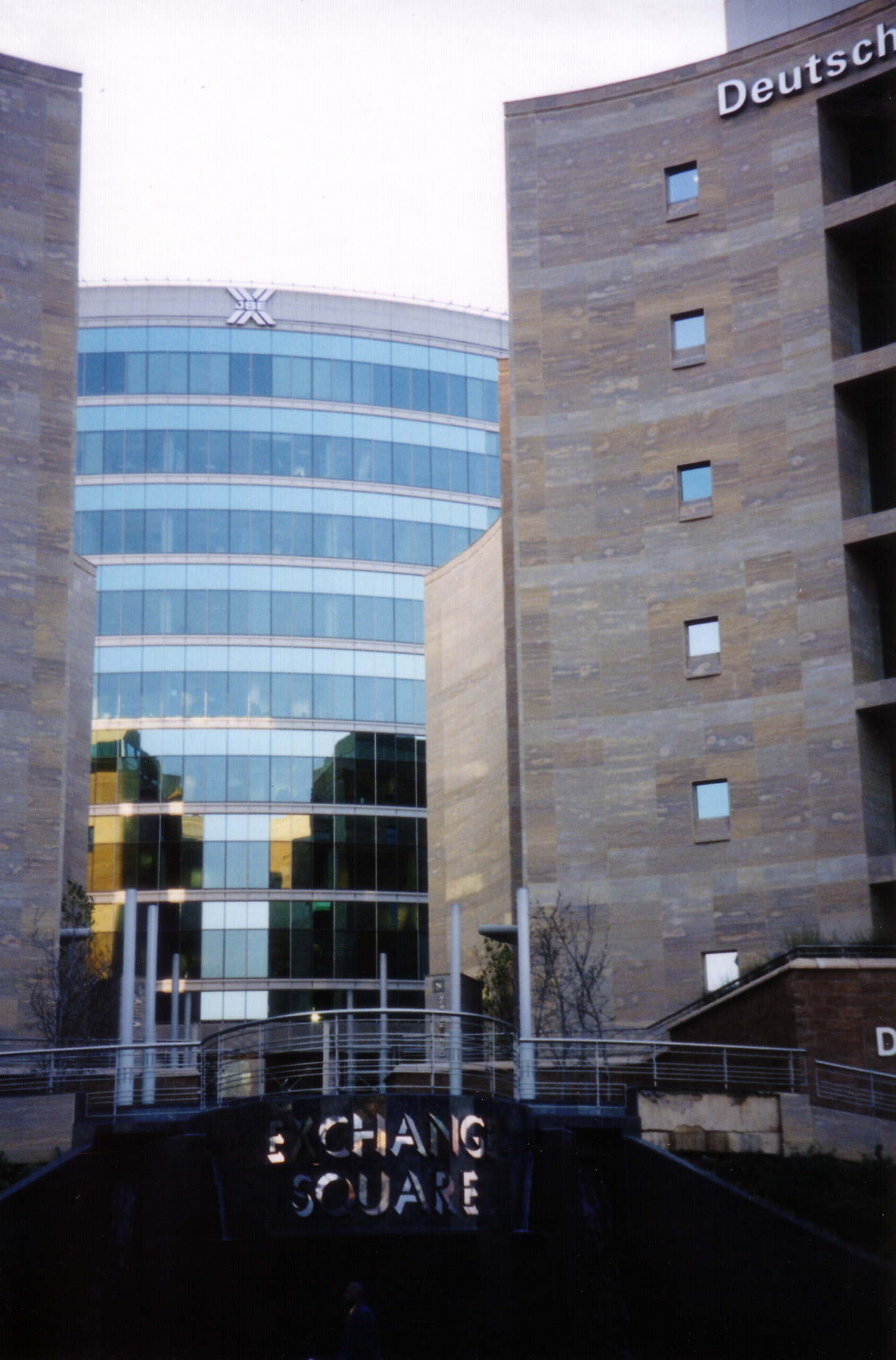
Johannesburg Stock Exchange

La Borsa de Johannesburg o JSE Limited (prèviament JSE Securities Exchange i Johannesburg Stock Exchange)
és la major borsa de valors de l'Àfrica Té la seu a la cantonada del carrer Maude i Gwen Lane de Sandton, Johannesburg, Sud-àfrica. El 2003 la borsa de Johannesburg (JSE) tenia una estimació de 472 companyies llistades i una capitalització borsària de US$182.600 milions (€158.000 milions), així com una mitjana de US$6.399 milions (€5.500 milions) de volum de negociació de mercat. El 30 de setembre de 2006, el mercat de capitalització borsària era de US$579.100 milions. La borsa de Johannesburg és operada per JSE Limited, una companyia inclosa entre les principals del mercat des de juny de 2006. El JSE té plans crear una borsa panafricana que al principi permeti als inversors comercialitzar les seves accions a Ghana, Namíbia, Zimbabwe i Zàmbia. Més tard pretén expandir-la en tota la resta d'Àfrica. El Alternative Exchange (AltX) és una borsa de valors fundada com a divisió del JSE amb la intenció d'acomodar petites i mitjanes empreses d'alt creixement. El seu lloc web és accessible des de la pàgina principal del lloc web de JSE.